# 桜井庄平
桜井 庄平（さくらい しょうへい、1862年6月23日（文久2年5月26日） - 1945年（昭和20年）9月15日）は、日本の政治家。衆議院議員（1期）。

## 経歴
新潟県出身。漢学を学ぶ。北魚沼郡会議員、同議長、新潟県会議員、小出銀行監査役、銀山拓殖(株)取締役を務め、朝鮮全羅北道に万益北越農場を経営した。
1917年の第13回衆議院議員総選挙において新潟県郡部から憲政会公認で立候補して当選する。衆議院議員を1期務め、1920年の第14回衆議院議員総選挙には立候補しなかった。1945年に死去した。